# Lista de emissoras de televisão do Distrito Federal
Esta é uma lista de emissoras de televisão do Distrito Federal, Brasil. São 15 emissoras concessionadas pela ANATEL. Pela lei, uma Retransmissora de Televisão (RTV) fora da Amazônia Legal pode gerar programação local limitada e não pode vender espaços comerciais (caso da TV Apoio), e uma emissora do Serviço Especial de Televisão por Assinatura (TVA) só pode exibir programação temporariamente durante o dia (caso da TV União Brasília, porém não obedecido uma vez que a emissora transmite 24h). As emissoras podem ser classificadas pelo nome, canal virtual, canal digital, cidade de concessão, razão social, afiliação e prefixo.

## Canais abertos
| Nome                    | CV | CD | Concessão | Fundação | Razão social                                                       | Afiliação                                               | Prefixo |
| ----------------------- | -- | -- | --------- | -------- | ------------------------------------------------------------------ | ------------------------------------------------------- | ------- |
| Band Brasília           | 4  | 26 | Brasília  | 1987     | Rádio e Televisão Bandeirantes S.A.                                | Band                                                    | ZYA 510 |
| MCI TV                  | 14 | 14 | Brasília  | 2011     | MCI TV do Brasil Ltda.                                             | Independente                                            | TVA     |
| RBI TV                  | 17 | 39 | Brasília  | 2014     | Cable-Link Operadora de Sinais de TV a Cabo Ltda.                  | RBI TV                                                  | ZYA 514 |
| Record Brasília         | 8  | 23 | Brasília  | 1960     | Rádio e Televisão Capital Ltda.                                    | Record                                                  | ZYA 507 |
| Rede Gênesis            | 30 | 29 | Brasília  | 1997     | Fundação Sara Nossa Terra                                          | Rede Gênesis                                            | ZYA 513 |
| SBT Brasília            | 12 | 24 | Brasília  | 1985     | TV Studios de Brasília Ltda.                                       | SBT                                                     | ZYA 509 |
| TV Brasil Capital       | 2  | 15 | Brasília  | 2007     | Empresa Brasil de Comunicação S.A. - EBC                           | TV Brasil .2 Canal Gov .3 Canal Educação .4 Canal Saúde | ZYA 505 |
| TV Brasília             | 6  | 28 | Brasília  | 1960     | Rádio e Televisão CV Ltda.                                         | RedeTV!                                                 | ZYA 506 |
| TV Câmara               | 9  | 49 | Brasília  | 1998     | Câmara dos Deputados                                               | TV Câmara .3 TV Câmara Distrital .4 Rádio Câmara        | ZYA 516 |
| TV Canção Nova Brasília | 55 | 42 | Brasília  | 1989     | Fundação São José Operário                                         | TV Canção Nova                                          | RTV     |
| TV Cultura Brasília     | 5  | 38 | Brasília  | 2022     | Fundação Padre Anchieta - Centro Paulista de Rádio e TV Educativas | TV Cultura                                              | RTV     |
| TV Globo Brasília       | 10 | 21 | Brasília  | 1971     | Globo Comunicação e Participações S/A                              | TV Globo                                                | ZYA 508 |
| TV Justiça              | 53 | 48 | Brasília  | 2002     | Supremo Tribunal Federal                                           | TV Justiça .2 Ponto Jus                                 | ZYA 519 |
| TV Senado               | 7  | 50 | Brasília  | 1996     | Senado Federal                                                     | TV Senado .5 Rádio Senado                               | ZYA 517 |
| TV União Brasília       | 11 | 51 | Brasília  | 1997     | RBC - Rede Brasiliense de Comunicação S/S                          | Rede União                                              | TVA     |

### Extintos
| Nome        | Canal | Concessão | Período de existência |
| ----------- | ----- | --------- | --------------------- |
| TV Nacional | 2     | Brasília  | 1960-2007             |